# Поленова, Наталья Фёдоровна
Наталья Фёдоровна Поленова (род. 12 июля 1975 года, Москва) — российский музеолог, директор Государственного мемориального историко-художественного и природного музея-заповедника В. Д. Поленова (с 2011 года), эксперт по русской живописи конца XIX — начала XX века, специалист по французской культуре, член Президиума Международного совета музеев (ИКОМ России). Заслуженный работник культуры Российской Федерации (2018).

## Семья
Праправнучка русского историка Поленова Дмитрия Васильевича, правнучка русского художника Поленова Василия Дмитриевича и правнучатая племянница русской художницы Поленовой Елены Дмитриевны. Мать — Грамолина Наталья Николаевна, отец — Поленов Фёдор Дмитриевич. Муж — поэт Юрий Михайлович Кублановский, двое детей.

## Образование
После обучения во французской спецшколе № 12 им. В. Д. Поленова в Москве поступила на социологический факультет Московского государственного университета им. М. В. Ломоносова и окончила его в 1998 году по специальности «связи с общественностью». Обучалась в антикварном объединении «Гелос» по курсу «Сертификация, идентификация и реставрация» (1999), в Школе аукционного дома Кристи, (Париж) по курсу «Изучение европейского художественного рынка и истории французского искусства» (2006—2007).[значимость факта?]
Получила пост-университетское образование: в магистратуре Школы Лувра (Париж) по курсу «Музеология» (2007—2010) и в аспирантуре Школы Лувра (Париж, 2010—2014). Дополнительно прослушала несколько спецкурсов, в том числе «Управление коллективом» в бизнес-школе ИНСЕАД (Франция-Сингапур), «Примитивное искусство», «Современное искусство», «Музейная инклюзия», «Как работать со всеми типами посетителей» и др.[значимость факта?]

## Профессиональный опыт
С 2000 года выступает в роли консультанта и арт-критика, пишет публицистические и искусствоведческие статьи (в журналах «Музей», «Интерьер+дизайн», «Антиквариат, предметы искусства и коллекционирования», The Art Newspaper Russia и др.).[значимость факта?]
В качестве заместителя директора музея-усадьбы «Поленово» занималась сбором информации по нахождению работ В. Д. Поленова в России и в других странах, составляла каталог работ художника. Участвовала в различных[где?] конференциях.[значимость факта?]
В 2011 году была назначена директором Государственного мемориального историко-художественного и природного музея-заповедника В. Д. Поленова, сменив на этом посту Наталью Грамолину.

## Достижения
На посту руководителя Государственного мемориального историко-художественного и природного музея-заповедника В. Д. Поленова развернула широкую международную деятельность, чему способствовала созданная семьей Поленовых в 2007 году в Париже Ассоциация Василия Поленова. В 2012 году в «Поленово» была запущена программа международных творческих резиденций. В 2013 году было подписано соглашение о сотрудничестве с Галереей Джорджа Уоттса (г. Гилфорд, Великобритания). Важным результатом[значимость факта?] стала первая зарубежная монографическая выставка Елены Поленовой в Галерее Уоттс (2014, Гилфорд, Великобритания). В 2014—2015 годах, в рамках Перекрестного года Великобритании и России, Н. Ф. Поленова была соорганизатором и участником серии научных конференций на тему «Искусство и ремесла в конце 19 века» при Институт искусства Курто. Поддержала создание международной сети домов-музеев художников «The Artist’s Studio Museum Network» и содействовала расширению этой сети. В начале 2015 года была подписана конвенция о сотрудничестве с мэрией г. Вёль-ле-Роз (Нормандия, Франция), и 11 июля 2015 года в Вёле был открыт Сквер имени Василия Поленова.
Начиная с 2016 года, ежегодно, 21 июня организует «Праздник музыки» совместно с «Болотов. Дачей» Архивная копия от 22 марта 2020 на Wayback Machine (дер. Дворяниново Тульской области).
Стала инициатором проведения ежегодных Летних международных фестивалей искусств в «Поленово»: в 2016 году была куратором «Недели Франкофонии в „Поленово“», в 2017 году принимала в усадьбе фестиваль «В поисках земли обетованной», в 2018 году совместно с Итальянским институтом культуры в Москве организовала фестиваль «Образы Италии на берегах Оки», в 2019 году фестиваль «Век музыки в усадьбе „Поленово“» был посвящен теме музыки в жизни знаменитого художника.

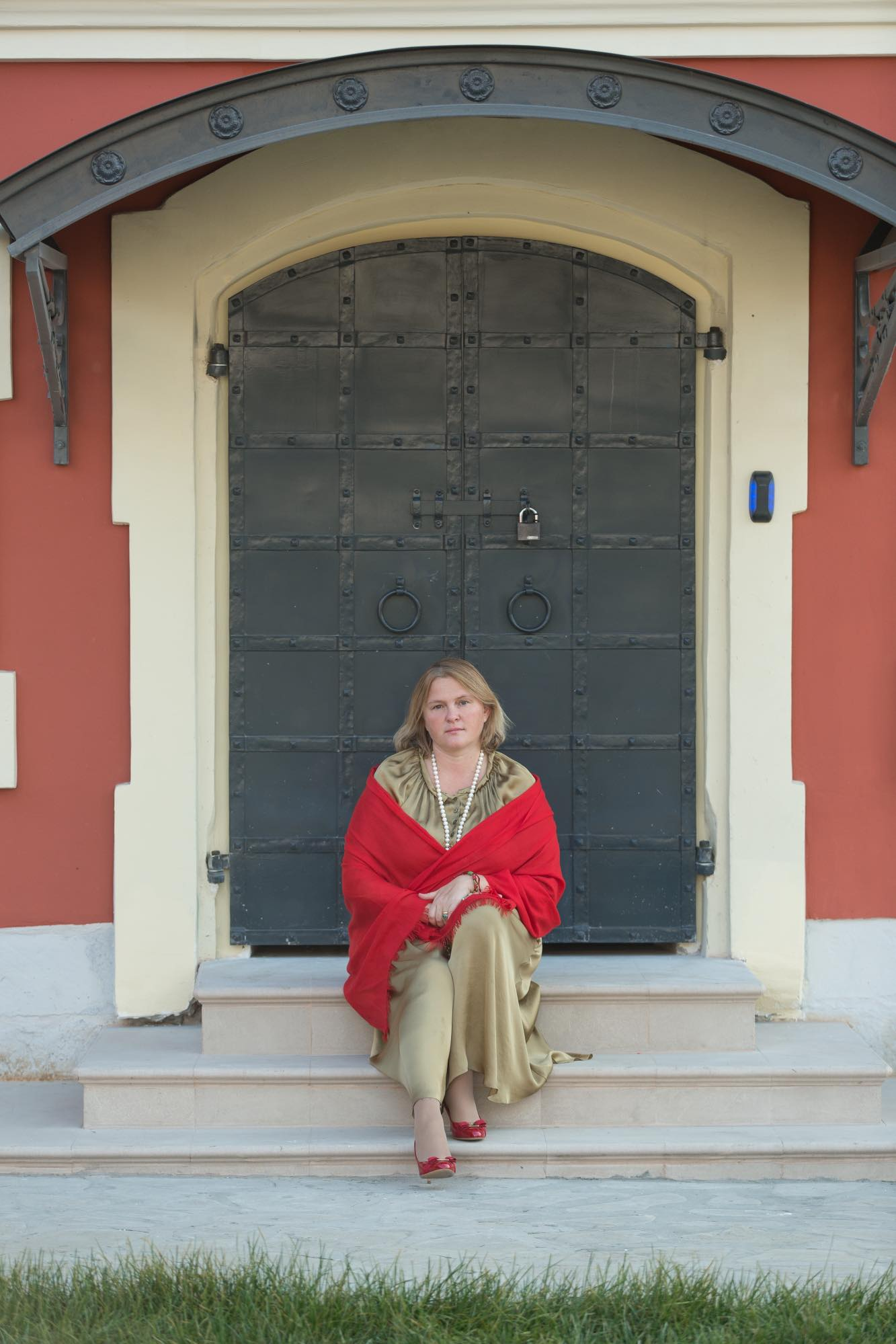
Наталья Поленова у входа в Центр семейной истории в Туле. Сентябрь 2020. Фото: Глеб Анфилов

По ее инициативе в музее запущен литературно-художественный проект «37/101» — историческое исследование о жизни поколения людей «поленовского круга» (автор проекта Габриэль Суперфин). Первая выставка «Пролог» прошла в музее с 18 октября 2017 по 6 мая 2018 года, она была посвящена жизни усадьбы «Поленово» и ее обитателей до 1937 года. Вторая выставка «Маяк жизни. 1937—1945» прошла с 3 ноября 2018 по 15 апреля 2019 года, в партнерстве с Государственным музеем истории ГУЛАГа, Международным обществом «Мемориал», Российским государственным военным архивом. Она рассказывала историю усадьбы после ареста первого директора музея Дмитрия Поленова, сына художника, и его жены Анны в 1937 году — до конца Второй мировой войны.
Выступила в качестве продюсера документальных фильмов:
- «Евангельский круг Василия Поленова» (режиссер Елена Якович при участии Александра Иличевского, снят по заказу ГТРК «Культура», 2015, длительность 44 минуты)[23]
- «Поленов» (идея фильма принадлежит Александру Шаталову, режиссер Сергей Гарькавый, 2020, длительность 1 час 28 минут).

После премьер на канале Культура презентации фильмов прошли в разных странах мира (США, Великобритании, Израиле, Франции, Германии и др.).
В рамках празднования 175-летия со дня рождения Василия Поленова, в 2019 году музей «Поленово», под руководством Натальи Поленовой, провел несколько значимых мероприятий, в том числе предоставил около 80 работ для крупнейшей ретроспективной выставки «Василий Поленов», которая состоялась в Государственной Третьяковской галерее с 17 октября 2019 — 16 февраля 2020. О юбилейных событиях и о планах на будущее Наталья Поленова рассказала в ряде интервью.
С началом карантина из-за пандемии COVID-19 пересмотрела присутствие музея в пространстве Интернета и запустила проект «Поленовострим» — онлайн канал, состоящий из коротких выпусков, рассказывающих об отдельных экспонатах музея.
26 сентября 2020 года представила общественности филиал музея «Поленово» в Туле — Центр семейной истории, который предлагает нестандартную для России модель музея, построенную на «культуре участия». Официально центр открылся 3 октября 2020 года выставкой «Семейное дело». Наталья Поленова о ЦСИ: «Мне нравится ломать стереотипы, и Центр семейной истории стал развитием поленовских идей в том ключе, в котором от нас не ждали».
Получила благодарность Президента Российской Федерации «за большой вклад в сохранение исторического наследия России и подготовку празднования 500-летия Тульского кремля».
Избрана членом Президиума ИКОМ России на 2023—2025 гг.

## Книгоиздание
Под руководством Натальи Поленовой вышли следующие книги:
- «Венеция: обретенный рай», сборник поэзии на русском и итальянском языках, иллюстрированный Екатериной Марголис (выпущен в рамках Перекрестного года Россия — Италия, издатель Ассоциация Василия Поленова, 2011)
- «Лев Толстой. Истории для детей» с иллюстрациями Натальи Парэн (Челпановой) (издано в рамках Перекрестного года Россия — Франция, Ясная Поляна, 2012)
- «Chevalier de la beauté» (издательство Point de vues Архивная копия от 8 октября 2020 на Wayback Machine, ISBN 9782915548877, 2013)
- «Why The Bear Has No Tail And Other Russian Folk Tales» (издательство «Fontanka Архивная копия от 24 января 2022 на Wayback Machine», ISBN 978-1-906257-14-9, 2014)
- «A Russian Fairy Tale. The Art And Craft Of Elena Polenova» (издательство Watts Gallery, ISBN 978-0-9548230-4-7, 2014)
- «Василий Поленов и Франция» — каталог выставки в «Поленово» (на русском и французском языках, 2016)
- «Maison pour un ambulant» (издательство Méroé Архивная копия от 18 марта 2022 на Wayback Machine, ISBN 979-10-95715-04-7, 2017)
- «Василий Поленов на Святой Земле» — каталог выставки в «Поленово» (2017)
- «37/101. Часть первая. Пролог» — каталог выставки в музее «Поленово» (ISBN 978-5-903877-24-9, 2017)
- «Crépuscule d’impressioniste» — сборник поэзии Юрия Кублановского (на французском языке, перевод с русского Кристины Зейтунян, издательство Le Castor Astral Архивная копия от 24 апреля 2017 на Wayback Machine, ISBN 979-10-27801-49-7, 2018)
- «Итальянские впечатления Поленовых» — каталог выставки в «Поленово» (на русском и итальянском языках, ISBN 978-5-903877-26-3, 2018)
- «37/101. Часть вторая. Маяк жизни» — каталог выставки в музее «Поленово» (ISBN 978-5-903877-30-0, 2019)
- «The Story of Synko-Filipko and Other Russian Folk Tales» (издательство «Fontanka Архивная копия от 24 января 2022 на Wayback Machine», ISBN 978-1-906-257-26-2, 2019)

## Награды
- Обладатель медали Ренессанс Франсез за заслуги в области культурного развития (2016)[41][42][43].
- Лауреат премии им. Ю. П. Пищулина журнала музея" «за лучшую инициативу в сфере музейного дела» (2017)[44].
- Заслуженный работник культуры Российской Федерации (2018)[45].